# Ellerbeck (Sitcom)
Ellerbeck ist eine deutsche Sitcom des ZDF im Mockumentary-Stil. In der Hauptrolle ist Cordula Stratmann zu sehen. Die Serie handelt von Sabine Ebert, die zur neuen Bürgermeisterin der fiktiven Kleinstadt Ellerbeck im Emsland gewählt wird und mit ihren Freunden und Ehemann Klaus versucht, den Bau einer geplanten Schweinemastanlage zu verhindern.

## Besetzung

### Hauptdarsteller
| Schauspieler      | Rollenname           | Bemerkungen                                      |
| Cordula Stratmann | Sabine Ebert         | Erzieherin, neue Bürgermeisterin von Ellerbeck   |
| Kai Lentrodt      | Klaus Sackstecher    | Fotograf, Ehemann von Sabine                     |
| Markus John       | Alexander ten Hensen | Stadtrat, bisheriger Bürgermeister von Ellerbeck |
| Inka Friedrich    | Yvonne               | Mitglied Bürgerinitiative „Mast not be“          |
| Oliver Nägele     | Günther              | Mitglied Bürgerinitiative „Mast not be“          |
| Julia Schmitt     | Ute                  | Mitglied Bürgerinitiative „Mast not be“          |

### Nebendarsteller
| Schauspieler      | Rollenname    | Bemerkungen                                   |
| Aris Diamanti     | Stavros       | Wirt des griechischen Restaurants „Stavros“   |
| Petra Kalkutschke | Erika         | Sekretärin im Vorzimmer des Bürgermeisters    |
| Lili Zahavi       | Katja Fischer | Auszubildende im Vorzimmer des Bürgermeisters |

## Episodenliste
| Nr. | Originaltitel      | Ausstrahlung (ZDFneo) | Ausstrahlung (ZDF) | Regie         | Drehbuch                    |
| --- | ------------------ | --------------------- | ------------------ | ------------- | --------------------------- |
| 1   | Der Wahltag        | 16. Juli 2015         | 24. Juli 2015      | Marcus Weiler | Dietmar Jakobs, Lars Albaum |
| 2   | Wirklich gewonnen? | 23. Juli 2015         | 31. Juli 2015      | Erik Haffner  | Markus Barth                |
| 3   | Der Geburtstag     | 30. Juli 2015         | 7. August 2015     | Erik Haffner  | Markus Barth                |
| 4   | Das goldene Mammut | 6. August 2015        | 14. August 2015    | Erik Haffner  | Markus Barth                |
| 5   | Der Vogelschuss    | 13. August 2015       | 21. August 2015    | Erik Haffner  | Dietmar Jakobs, Lars Albaum |
| 6   | Der Windpark       | 13. August 2015       | 28. August 2015    | Marcus Weiler | Morten Kühne, Oliver Welke  |

## Rezeption

### Kritiken
Der Medienkritiker und Grimme-Preis-Juror Tilmann P. Gangloff nennt die Charaktere in der Frankfurter Rundschau „zugespitzt, aber nicht überzeichnet“, insgesamt gefällt ihm, dass Ellerbeck ohne die für deutsche Sitcoms oft bis dato oft üblichen Übertreibungen auskomme. Trotz der zugespitzten Charaktere und einigen Slapstickmomenten sei die Geschichte der ins Amt geworfenen (Wut)Bürgerin und ehemaligen Kindergärtnerin intelligent inszeniert. Die unter anderem aus „Stromberg“ bekannte Erzählweise der beobachtenden Filmreportage wird durch schnelle Schwenks und den Einsatz des Zooms als roh wahrgenommen. Ihre Pluspunkte spiele dieses Drehformat insbesondere dann aus, wenn die Privatsphäre den Charaktere durch die „Reportageteam“-Kamera in einigen Momenten entgleitet und so vermeintliche „tiefe Einblicke“ entstehen. Der TV-Kritiker und Journalist Hans Hoff hingegen zeigt sich von der schauspielerischen Leistung von Cordula Stratmann enttäuscht und zieht Parallelen zu ihrer Hauptrolle in der zeitnah ausgestrahlten ARD-Vorabendserie „Die Kuhflüsterin“.